# Наак, Уилл
Уильям Картер Наак (англ. William Carter Knaak, род. 23 сентября 1984, Остин, США) — американский гитарист и автор песен, известный как сессионный гитарист для ряда групп, сольный исполнитель, а также гитарист рок-группы Blue October с 2018 года.

## Ранние годы и начало музыкальной карьеры
Наак родился и вырос в городе Остин, штат Техас. Его отец играл на фортепиано и был лидером группы «Mad Knaak and the Revolution», а также играл в группе «The 13th Floor Elevators». Его бабушка играла на скрипке, а дядя был гитаристом. Когда Уиллу было 11 лет его мать погибла при пожаре. После потери матери и дома Уилл вместе с отцом и братом были вынуждены переехать в другую квартиру и расстаться с друзьями. Скорбя по матери Уилл изолировался в своей комнате и часами играл на гитаре, разучивая песни своих любимых групп, таких как «Tripping Daisy», Nirvana, Soundgarden и The Offspring. Дядя Уилла познакомил его с рок-н-роллом Чака Берри и кантри таких исполнителей как «Уэйлон Дженнингс», «Мерле Хаггард», «Уилли Нельсон», внеся свой вклад в смесь музыкальных стилей игры Уилла.
Уилл вместе с отцом часто обедал в ресторане «Broken Spoke», где выступали музыканты. После одного из выступлений музыкант «Guitar Lynn» научил Уилла блюзу и сказал, что тот сможет сыграть гитарное соло любой блюзовой группы. В 12 лет Уилл сидел на сцене с гитарой во время выступлений таких местных музыкантов, как «Чарли и Уилл Секстон», Даг Сэм, Пол Рэй из The Cobras. В 13 лет Уилл присоединился к детской группе «RedHeaded Stepchild» вместе с будущим гитаристом «Snarky Puppy» Крисом Маккуинном.. Группа исполняла песни западного свинга и даже писала собственные песни, которые вошли в альбом Deep, Wide, & Forever 1998 года. Уилл окончил Natural Ear Music School в Остине, где его учителями были легендарный скрипач Алвин Кроу и член Техасского Зала Славы Джонни Х Рид, которые приглашали Уилла выступать с ними, погрузив его в историю блюзовой сцены Остина, а также добавив ко влиянию на его стиль ритм-энд-блюз 50-х годов XX века и Сёрф-рок. После года еженедельных выступлений с группой Рида «The Nortons» и группой Кроу «Pleasant Valley Boy» в возрасте 16 лет Уилл создал собственную группу «Knaak Attack» с басистом Силасом Паркером и барабанщиком Винсентом Амбросоном. Продюсер Дэвид Дикинсон посетил одно из выступлений группы и предложил продюсировать альбом, который позже они продавали во время выступлений в последующие годы.
В возрасте 15 лет мэр г. Остин Кирк Уотсон объявил 24 мая 2000 года днём Уилла Наака, что означало большой концерт на открытой площадке перед пятью тысячами зрителей в парке Auditorium Shores. Как вспоминает Наак, в этот день он решил полностью посвятить себя музыкальной карьере и никогда не оглядывался.

## Музыкальная карьера
Уилл записал свой первый сольный альбом The Only Open Road в студии Shine Studios с продюсером Джеффом Планкенхорном, гитаристом группы Боба Шнайдера. Альбом вышел на лейбле «Loungeside Records» в феврале 2016 года. В записи участвовали барабанщик Браннен Тэмпл и басист Йогги Масгроув. Позже в 2016 году Уилл совместно с музыкантами Крисом Гилбрейтом (гитара), Китом Лонгом (бас-гитара) и Майклом Фергюсоном (ударные) записал EP Will Knaak & the Voodoo Exorcists — альбом с хард-рок-звучанием с заметным влиянием гранжа 90-х годов и музыкантов Стиви Рэя Вона, Ленни Кравица и Джими Хендрикса. Продюсером стал Лэнс Харвилл. В декабре 2016 года бывшая группа «The Knaak Attack» сыграла концерт-возвращение и настолько впечатлились этим опытом, что записали альбом, который был выпущен в мае 2017 года.
Помимо сольных проектов, Наак подрабатывал сессионным музыкантом для различных музыкантов г. Остина, например Полин Риз, Джон Вольф, Мелисса Селлерс, Джейн Бонд, Royal Southern Brotherhood, Джейк Ллоуд, Кейси Кроули, Liars & Saints, Alpha Rev, The Statesboro Revue, Эрни Дурава из Texas Tornados. Он ездил на гастроли с такими музыкантами как Анджела Питерсон, Джонни Солинджером из Skid Row, Уэйдом Боуэном и Рэнди Роджерсом. Уилл присоединился к группе Боуэна в туре 2014 года, принял участие в съёмках «Late Night with Conan O’Brien». Наак играл на банджо и гитаре в совместном альбоме Боуэна и Роджерса Hold My Beer Vol. 1, который поднялся до 4 позиции в чарте Billboard Country и до 3 места в Billboard’s Independent Albums Chart. Он гастролировал в туре в поддержку этого альбома и был членом группы Боуэна до 2018 года.

## Blue October
Во время подработки сессионным музыкантом Уилл познакомился с продюсером и владельцем звукозаписывающей студии «Orb Studios» Мэттом Новески. Группа Новески Blue October искала гитариста после ухода в январе 2018 года Мэттью Острэндера. Уилл воспользовался возможностью и присоединился к группе. Первой студийной работой стала песня «King» с девятого студийного альбома Blue October I Hope You’re Happy, который поднялся до 28 позиции в чарте Billboard 200. Также он принял участие в съёмках клипа на песню «Daylight». Он гастролировал в США и Европе в 2018—2019 годах и принял участие в записи концертного альбома Live From Manchester, который вышел в ноябре 2019 года.
В 2019 году он принял участие в записи десятого альбома «Blue October» This Is What I Live For. Параллельно он принял участие в проекте участника Blue October Райана Делахуси «The Meeting Place» вместе с Новески и барабанным техником Blue October Чарли Сейссом.

## Личная жизнь
В 2019 году он выпустил песню «O Miss Emily», посвящённую своей невесте Эмили. В апреле 2020 года у них родилась дочь Нова.

## Дискография
| Год  | Исполнитель                       | Название                                    |
| ---- | --------------------------------- | ------------------------------------------- |
| 1998 | RedHeaded Stepchild               | Deep, Wide, & Forever                       |
| 2004 | Alvin Crow                        | White Trash Opera                           |
| 2006 | Melissa Sellers                   | Deep South Austin                           |
| 2009 | The Statesboro Revue              | A Different Kind of Light                   |
| 2009 | Wes Hayden                        | Full Circle                                 |
| 2010 | Jon Wolfe                         | It All Happened in a Honky Tonk             |
| 2015 | Randy Rogers and Wade Bowen       | Hold My Beer Vol. 1                         |
| 2015 | Royal Southern Brotherhood        | Don’t Look Back: The Muscle Shoals Sessions |
| 2015 | Pauline Reese                     | Just Getting Started                        |
| 2016 | Will Knaak                        | The Only Open Road                          |
| 2016 | Will Knaak & the Voodoo Exorcists | Will Knaak & the Voodoo Exorcists           |
| 2017 | Knaak Attack                      | Knaak Attack                                |
| 2018 | Blue October                      | I Hope You’re Happy                         |
| 2019 | Blue October                      | King                                        |
| 2019 | Jake Lloyd                        | MoonLit Mornings                            |
| 2019 | Blue October                      | Live From Manchester                        |
| 2020 | Blue October                      | This Is What I Live For                     |